# Galítsyno
Galítsyno o Galítsino (del ruso: Гали́цыно, Галицино) es un seló del distrito de Ádler de la unidad municipal de la ciudad-balneario de Sochi, en el krai de Krasnodar de Rusia, en el sur del país (Cáucaso occidental). Está situado en los montes entre la orilla derecha del río Mzymta y la orilla izquierda del río Psajó, afluente del Kudepsta, 21 km al sureste de Sochi y 183 km al sureste de Krasnodar. Tenía 991 habitantes en 2010.
Pertenece al municipio rural Moldovski.

## Historia
La localidad fue fundada en el antiguo camino de Ádler a Krásnaya Poliana. Recibió la inmigración de griegos pónticos que emigraron por las persecuciones en el Imperio otomano. A principios de la década de 1980 contaba con 160 habitantes.

## Lugares de interés
Cabe destacar como monumento religioso, la Iglesia de la Dormición de la Madre de Dios (Церковь Успения Божией Матери).

## Transporte
Del otro lado del río Mzymta pasa la carretera A148 Ádler-Krásnaya Poliana.